# Cordia macrantha
Cordia macrantha är en strävbladig växtart som beskrevs av Chod.. Cordia macrantha ingår i släktet Cordia, och familjen strävbladiga växter. Inga underarter finns listade i Catalogue of Life.